# Taher Mohamed
Taher Mohamed (El Cairo, 7 de marzo de 1997) es un futbolista egipcio que juega en la demarcación de extremo para el Al-Ahly de la Premier League de Egipto.

## Selección nacional
Tras jugar en las categorías inferiores de la selección, finalmente hizo su debut con la selección de fútbol de Egipto en un partido de clasificación para la Copa Africana de Naciones de 2019 contra Túnez que finalizó con un resultado de 3-2 a favor del combinado egipcio tras los goles de Baher El Mohamady, Trézéguet y Mohamed Salah para Egipto, y un doblete de Naïm Sliti para Túnez. Además disputó los Juegos Olímpicos de Tokio 2020.

## Clubes
| Club                    | País    | Año       | Partidos | Goles |
| ----------------------- | ------- | --------- | -------- | ----- |
| El-Mokawloon El-Arab SC | Egipto  | 2014-2016 | 41       | 4     |
| Le Havre AC II (cedido) | Francia | 2016-2017 | 15       | 1     |
| El-Mokawloon El-Arab SC | Egipto  | 2017-2020 | 55       | 9     |
| Al-Ahly                 | Egipto  | 2020-     | 162      | 21    |